# Oligochaeta divaricata
Oligochaeta divaricata là một loài thực vật có hoa trong họ Cúc. Loài này được (Fisch. & C.A.Mey.) K.Koch mô tả khoa học đầu tiên năm 1843.